# Sederholmit
Sederholmit (IMA-Symbol Sdh) ist ein sehr selten vorkommendes Mineral aus der Mineralklasse der „Sulfide und Sulfosalze“ mit der chemischen Zusammensetzung NiSe in der Modifikation β-NiSe und damit chemisch gesehen ein Nickelselenid. Als enge Verwandte der Sulfide werden die Selenide in dieselbe Klasse eingeordnet.
Sederholmit kristallisiert im hexagonalen Kristallsystem, konnte aber bisher nur erzmikroskopisch in Form von Körnern in Clausthalit sowie eng vergesellschaftet mit Wilkmanit in Penroseit-Clustern gefunden werden. Die Oberflächen des in jeder Form undurchsichtigen (opake) und kupferrosafarbenen, auf polierten Flächen auch gelb bis orangegelb erscheinenden, Minerals zeigen einen metallischen Glanz.

## Etymologie und Geschichte

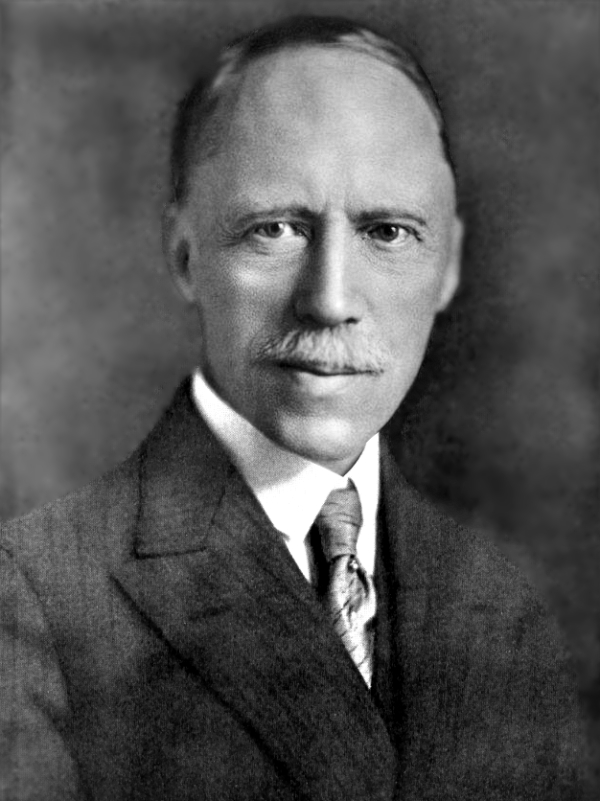
Jakob Johannes Sederholm, 1911

Die synthetische Verbindung β-NiSe wurde bereits 1956 durch Fredrik Grønvold (1924–2015) und Einar Jacobsen (1927–2000) dargestellt und deren hexagonale Struktur vom NiAs-Typ 1960 durch Johannes-Erich Hiller und W. Wegener entschlüsselt.
Als natürliche Mineralbildung wurde Sederholmit erstmals zusammen mit Kullerudit, Mäkinenit, Trüstedtit und Wilkmanit in Mineralproben aus dem Kitka-Tal nahe Kuusamo in der finnischen Landschaft Nordösterbotten entdeckt und 1964 durch Yrjö Vuorelainen (1922–1988), A. Huhma und T. A. Häkli beschrieben. Sie benannten das Mineral nach dem finnischen Petrologen Jakob Johannes Sederholm (1863–1934), dem früheren Direktor der Geological Survey of Finland.
Die offizielle Bestätigung der International Mineralogical Association (IMA) von Sederholmit als eigenständige Mineralart erfolgte 1967 mit einer Zustimmung der Commission on new Minerals, Nomenclature and Classification (CNMNC) von über 60 %.
Ein Aufbewahrungsort für das Typmaterial des Minerals ist nicht bekannt.

## Klassifikation
Bereits in der veralteten 8. Auflage der Mineralsystematik nach Strunz gehörte der Sederholmit zur Mineralklasse der „Sulfide und Sulfosalze“ und dort zur Abteilung der „Sulfide mit [dem Stoffmengenverhältnis] M(etall) : S(chwefel)r = 1 : 1“, wo er zusammen mit Achávalit (Achavalit), Breithauptit, Freboldit, Imgreit (diskreditiert), Jaipurit, Kotulskit, Langisit, Nickelin, Pyrrhotin, Smythit und Troilit die „NiAs-Reihe“ mit der System-Nr. II/B.09a bildete.
Im Lapis-Mineralienverzeichnis nach Stefan Weiß, das sich aus Rücksicht auf private Sammler und institutionelle Sammlungen noch nach dieser alten Form der Systematik von Karl Hugo Strunz richtet, erhielt das Mineral die System- und Mineral-Nr. II/C.20-50. In der „Lapis-Systematik“ entspricht dies der Abteilung „Sulfide mit dem Stoffmengenverhältnis Metall : S,Se,Te ≈ 1 : 1“, wo Sederholmit zusammen mit Breithauptit, Freboldit, Hexatestibiopanickelit, Kotulskit, Langisit, Nickelin, Sorosit, Stumpflit, Sudburyit und Vavřínit sowie im Anhang mit Cherepanovit, Polarit, Ruthenarsenit, Sobolevskit und Wassonit die „Nickelingruppe“ mit der System-Nr. II/C.20 bildet (Stand 2018).
Die von der IMA zuletzt 2009 aktualisierte 9. Auflage der Strunz’schen Mineralsystematik ordnet den Sederholmit ebenfalls in die Abteilung der „Metallsulfide, M : S = 1 : 1 (und ähnliche)“ ein. Diese ist allerdings weiter unterteilt nach den in der Verbindung vorherrschenden Metallen, so dass das Mineral entsprechend seiner Zusammensetzung in der Unterabteilung „mit Nickel (Ni), Eisen (Fe), Cobalt (Co) usw.“ zu finden ist, wo es zusammen mit Achávalit, Breithauptit, Hexatestibiopanickelit, Jaipurit, Kotulskit, Langisit, Nickelin, Freboldit, Sobolevskit, Stumpflit, Sudburyit, Vavřínit und Zlatogorit die „Nickelingruppe“ mit der System-Nr. 2.CC.05 bildet.
Auch die vorwiegend im englischen Sprachraum gebräuchliche Systematik der Minerale nach Dana ordnet den Sederholmit in die Klasse der „Sulfide und Sulfosalze“ und dort in die Abteilung der „Sulfidminerale“ ein. Hier ist er in der „Nickelingruppe (Hexagonal: P63/mmc)“ mit der System-Nr. 02.08.11 innerhalb der Unterabteilung der „Sulfide – einschließlich Seleniden und Telluriden – mit der Zusammensetzung AmBnXp, mit (m+n) : p = 1 : 1“ zu finden.

## Chemismus
Der idealen (theoretischen) Zusammensetzung von Sederholmit (NiSe) zufolge besteht das Mineral aus Nickel (Ni) und Selen (Se) im Stoffmengenverhältnis von 1 : 1. Dies entspricht einem Massenanteil von 42,64 Gew.-% Ni und 57,36 Gew.-% Se.
Die Analyse des Typmaterials aus Kuusamo in Finnland ergab dagegen eine leicht abweichende Zusammensetzung von 36,8 Gew.-% Ni und 61,3 Gew.-% Se sowie zusätzliche Beimengungen von 1,9 Gew.-% Cobalt (Co).

## Kristallstruktur
Sederholmit kristallisiert isotyp mit Nickelin (NiAs) im hexagonalen Kristallsystem in der Raumgruppe P63/mmc (Raumgruppen-Nr. 194) mit den Gitterparametern a = 3,62 Å und c = 5,29 Å sowie zwei Formeleinheiten pro Elementarzelle.

## Modifikationen und Varietäten
Die Verbindung NiSe ist trimorph und kommt in der Natur neben dem hexagonal kristallisierenden Sederholmit (β-NiSe) noch als trigonal kristallisierender Mäkinenit (γ-NiSe) vor. Die amorphe Modifikation α-NiSe ist bisher nur synthetisch bekannt.

## Bildung und Fundorte
Sederholmit bildet sich in Calcit-Adern in uranhaltigen Albititen und Lagergängen (Sill) aus Albit-Diabasen in Schiefer, wo er in Paragenese mit Clausthalit, Penroseit und Wilkmanit auftritt.
Außer seiner Typlokalität Kitka-Tal und der Umgebung der nahe gelegenen Stadt Kuusamo in Nordösterbotten, Finnland ist bisher kein weiterer Fundort für Sederholmit dokumentiert (Stand 2022).